# 杜德基夫卡 (丘胡伊夫區)
49°38′53″N 36°12′10″E / 49.64806°N 36.20278°E
杜德基夫卡（烏克蘭語：Дудківка）是位於烏克蘭東部的村莊，由哈爾科夫州丘胡伊夫区的茲米伊夫市鎮負責管轄。該村始建於1687年，面積1平方公里，海拔高度137米，2001年人口120，人口密度每平方公里119.8人。